# Marie Antoine Alexandre Guilliermond
Marie Antoine Alexandre Guilliermond (Lyon, 19 de agosto de 1876 - 1 de abril de 1945) fue un botánico, y micólogo francés.

## Biografía
Hijo de un farmacéutico, y nieto de André Alexandre Guilliermond también boticario, inventor del sello farmacéutico; y, del lado de su madre, de un profesor de medicina.
Realizó sus estudios en Lyon. Mostrando disposición para el arte, estudió con Tony Tollet antes de orientarse a la botánica. Hizo sus estudios en la Facultad de Ciencias de Lyon, siendo alumno de Maurice Caullery y de Camille Sauvageau. Dirigido por Gaston Bonnier, obtiene su "Certificado de Física-Química-Ciencias naturales (PCN)", en 1896, y luego su licencia en Ciencias naturales en 1899, y su doctorado en 1902, defendiendo una tesis titulada Recherches cytologiques sur les levures et quelques moisissures à formes levures ( Investigaciones citológicas de levaduras y algunos hongos de formas de levadura).
Se casó en 1903 con Marie Renaut, hija del profesor de medicina Joseph Louis Renaut. Profesor de Botánica en la Facultad de Ciencias (1913-1915), y de botánica agrícola (1913-1921), y luego encargado de cursos PCN (1920-1923). En 1923, fue profesor en la Facultad de Ciencias de París, y catedrático sin cargo en 1927. Enseñó en la Escuela Normal Superior de París, de 1928 a 1931, y en este año profesor titular de esa Facultad de París; y dirige al año siguiente, el Laboratorio de Citología vegetal en la École pratique des hautes études. Se casaría en 1927 con Hélène Popovici, unión que les dio dos hijos.
Fue autor de más de 300 títulos.

## Algunas publicaciones
- 1912: Les Levures, O. Doin (París) : xii + 565 pp.
- 1928: Clef dichotomique pour la détermination des levures, Jouve et Cie (París) : 124 pp.
- 1929: Cours de botanique professé à la Faculté des sciences de Paris par A. Guilliermond, R. Guillon (París) : 283 pp.
- 1933: con Georges Mangenot & Lucien Plantefol (1891-1983), Traité de cytologie végétale, Jouve et Cie (París) : vi + 1 197 pp.
- 1937: La Sexualité, le cycle de développement, la phylogénie et la classification des levures d'après les travaux récents, Masson (París) : 72 pp.
- 1938: Introduction à l'étude de la cytologie, Hermann (París) : 63 & 84 pp.

## Reconocimientos
- Miembro y Presidente de la Société Botanique de France, en el periodo 1932
- Miembro de la Academia de las Ciencias francesa 1874
- Miembro de la Sociedad de biología
- Miembro de la Société mycologique de France
- Miembro de la Association française pour l'avancement des sciences
- Fue hecho caballero, y luego oficial de la Légion d'honneur

## Eponimia
- (Lamiaceae) Marrubium guilliermondii Emb.[1]
- (Rosaceae) Potentilla guilliermondii Emb. & Maire[2]